# Festival International de Jazz de Port-au-Prince
Das Festival International de Jazz de Port-au-Prince ist ein im Jahr 2007 gegründetes, jährliches Jazzfestival in Haiti. Es handelt sich um die einzige regelmäßige, international wahrgenommene kulturelle Veranstaltung in dem von inneren Unruhen und Naturkatastrophen gebeutelten Land.

## Organisation
Das Festival wird von der Fondation Haiti Jazz veranstaltet. Präsident der Stiftung und Leiter des Organisationsteams des Festivals ist Joël Widmaier, der jüngere Bruder des Betreibers der Rundfunkanstalt Radio Metropole, Richard Widmaier.
Das Festival wird von den Ministerien für Kultur und Kommunikation und für Tourismus sowie der Nationalbank und der gemeinnützigen Stiftung FOKAL unterstützt. Zu den Partnern gehören Air Caraibes, Rhum Barbancourt, Heineken, Radio France, Sogebank, Sunrise Airways, die UNESCO und der UNFPA, die Université Quisqueya sowie USAID. Die Botschaften von Kanada, Frankreich, Deutschland, Taiwan, der Schweiz, der Vereinigten Königreichs und der Vereinigten Staaten unterstützen die Veranstaltung regelmäßig. Ferner trägt die Organisation Internationale de la Francophonie und die Region Wallonie Bruxelles International zum Gelingen bei.
Das Festival verfolgt das Ziel, umweltfreundlich zu sein. Bei den Veranstaltungen sind keine Plastik- oder Ein-Weg-Produkte zugelassen.
Die Konzerte finden im Parc de la Canne à Sucre, im Karibe Hotel, dem Institut Français d’Haïti und einem Park in der Avenue Jean Paul II. statt. Afterhours werden in den Lokalen Quartier Latin, Café 36 und La Reserve veranstaltet. Das Centre d'Art in der Avenue H. Christophe und das Kulturzentrum von Brasilien bieten Raum für Workshops und Tagungen.
Trotz der COVID-19-Pandemie konnte das Festival auch im Jahr 2021 stattfinden. In den Jahren 2022 und 2023 war das Festival wegen der Krise in Haiti nicht in Port-au-Prince durchführbar. Obwohl die Krise anhielt, wurde eine kleinere Edition im Jahr 2024 mit 11 teilnehmenden Gruppen ausschließlich im Karibe Convention Center durchgeführt.

## Teilnehmer
| Jahr | edition                                              | Anzahl | aus Haiti | internationale Interpreten |
| ---- | ---------------------------------------------------- | --- | --- | --- |
| 2007 | 1                                                    | 17 | - 18 Karats – Pierre Rigaud Chéry - Acajou - Badji – Thurgot Théodat - Boulo Valcourt - Claude Carré - Ginou Oriol - Marc Richard - Mozayik - Reginald Policard - Follow Jah - Buyu Ambroise | Brasilien: Ruthe London Frankreich: Mario Canonge Trio Kanada: Christine Jensen Mexiko: Tantra Jazz Spanien: Fransisco Molina USA: The Hand Made Quartet |
| 2008 | 2                                                    | 15 | - Les Frères Courtois - Mark Richard - Mushy Widmaier - Thurgot Théodat - Follow Jah - Jowee Omicil | Brasilien: Clube do Choro do Brasilia Chile: Siroco Trio Deutschland: Strakhof/Bauer Frankreich: Henri Texier Kanada: Annie Poulain Mexiko: Sacbé Schweiz: Weber/Doran/Amstad Spanien: Jerez Texas USA: Mimi Jones Band |
| 2009 | 3                                                    | 13 | - Akajou - Beethova Obas - Jaleb - Reginald Policard - Follow Jah - Buyu Ambroise & the Blues in Red Band | Chile: Como Asesinar a Felipes Frankreich: Meddy Gerville Kanada: Brandi Disterheft Trio Mexiko: Tino Contreras Schweiz: Trè Spanien: Nono García Jazz & Flamenco Quintet USA: Alvin Atkinson & the Sound Merchants |
| 2010 | 4                                                    | Das Festival fiel wegen des Erdbebens in Haiti vom 12. Januar 2010 aus.                                                                    | Das Festival fiel wegen des Erdbebens in Haiti vom 12. Januar 2010 aus. | Das Festival fiel wegen des Erdbebens in Haiti vom 12. Januar 2010 aus. |
| 2011 | 5                                                    | 17 | - Claude Carré Trio - Dizwikara - Frantz Courtois - Jaleb - Mushy Widmaier ft. Felipe Lamoglia - Vanessa et Alex Jacquemin - Welmyr Jean Pierre Trio - Follow Jah - Pauline Jean | Brasilien: Beatriz Malnic Chile: Organik Trio Deutschland: Carsten Daerr Trio Frankreich: Mino Cinelu Kanada: Jane Bunnett Mexiko: Elbén Macari Trio Spanien: Jerez Texas USA: Aaron Goldberg |
| 2012 | 6                                                    | 21 | - Claude Carré - Follow Jah - Kephny - Lord’s Power - Miu & Pawòl Jazz Tambou (Slam Jazz Session) - Thurgot Theodat - Welmyr Jean Pierre - X-Key - Felina Backer - Godwin Louis Quartet | Brasilien: Batuke Samba Funk Chile: La Marraquetta Deutschland: Angelika Niescier Dominikanische Republik: Rafael Mirabel Frankreich: Jacques Schwarz-Bart et le Jazz Racine Haïti Frankreich (Guadeloupe) – Caraibe to Jazz/Jonathan Jurion Kanada: Kellylee Evans Mexiko: Aguamala Schweiz: Hans Kennel Spanien: Rubem Dantas Group USA: Jed Levy Quartet |
| 2013 | 7                                                    | 25 | - Alfò Jazz - Bélo - Follow Jah - Hans Peters - Hugues Leroy - Jazz Pa Raz - John Bern Quintet - Life - Michou - Tamara Suffrin - Tonik Jazz - Vanessa Jacquemin - Mélanie Charles | Belgien: Benjamin Struelens Brasilien: Jazz 6 & Luis Fernando Verissimo Chile: Sagare Trio Deutschland: Timo Vollbrecht Frankreich: Louis Winsberg Kamerun: Richard Bona & Mandekan Cubano Kanada: Molly Johnson Mexiko: Ilan Bar-Lavi y los Sonex Niederlande: Mike del Ferro Spanien: Agustin Carbonell Schweiz: Sandro Schneebeli USA: Branford Marsalis |
| 2014 | 8                                                    | 27 | - Claude Carré - Darline Desca - Follow Jah - James Germain - JMJ Trio - Josué Alexis - MeloJazz - Mikaelle Catright - Mushy Widmaier - Nadège Tippenhauer - Reginald Policard - Trio Bémol - X-Key - Willerm Delisfort | Belgien: Pascal Mohy Benin: Lionel Louéké Trio Chile: Angel Parra Trio Deutschland: Jochen Rückert Frankreich: Daniel Mille Frankreich: Swing Brosse System Frankreich (Martinique): BwaKoré Kamerun: Sandra Nkaké Kanada: Julie Michels Mexiko: Hiram Gomez Schweiz: Daniel Schenker Spanien: Stromboli Trio USA: The Soul Rebels |
| 2015 | 9                                                    | 22 | - Akoustik - Boukman Eksperyans - Follow Jah - Gerald Kebreau - James Bergeau - Miu - Rutshelle - Tabou Combo ft. Jowee Omicil - Thurgot Theodat - Ti Sax - Jean Chardavoine | Belgien: Igor Gehenot Chile: Sebastian Jordan Frankreich: Laurent De Wilde Power Trio Mexiko: Troker Schweiz: Co Streiff Trinidad und Tobago: Etienne Charles USA: Maya Azucena USA: Yellowjackets Vereinigtes Königreich: Holly Holden |
| 2016 | 10                                                   | 25 | - Haitian All Jazz Stars - Pauline Jean - Emeline Michel - Jael Auguste - Challengers - Ruddy Nau - John Bern Thomas - Sarah Jane - Project Chameleon - Follow Jah | Barbados; 1688 Collective Belgien: Desir et Fiorini Benin: Jah Baba Chile: Agustin Moya Deutschland: Thomas Siffling Trio Frankreich: Manu Codjia Kanada: Oliver Jones Kanada: Jérémie Jones & Tanbou Lakay Kuba: Omar Sosa & Erol Josué Mexiko: Pie Grande Panama: Yomira John Schweiz: Quartet Cor des Alpes Spanien: Chano Dominguez USA: Carolyn Malachi - Karibisches Ensemble: Wespè pou Ayiti |
| 2017 | 11                                                   | 27 | - Malou Beauvoir & James Germain - Sarah Elizabeth Charles feat. Christian Scott - Mikaben - Joel & Mushy Widmaier - Vanessa Jacquemin et Alex Jacquemin - Gardy Girault and Friends - AZ - SMS - Smith Emmanuel - Alexa - Coralie Hérard - Amazan Audoine - HD Symphonie - Nina | Belgien: Jean-Paul Estievenart Trio Chile: Melissa Aldana Deutschland: Sebastian Schunke Quartet Frankreich: Didier Lockwood Frankreich: Anne Paceo Frankreich (Martinique): Tony Chasseur et Ronald Tulle feat. Michel Alibo Kanada: Carol Welsman Kuba: Gonzalo Rubalcaba Niederlande: Mike Del Ferro Panama: Danilo Perez Schweiz: Yilian Canizares Spanien: Veronica Ferreiro USA: Halie Loren |
| 2018 | 12                                                   | 34 | - Wesli - Michael Brun - RAM - Beethova Obas - Reginald Policard - Strings - Johnbern Thomas - Rutshelle Guillaume - Coralie Herard - Amazan Audoine - Maxime Lafaille - Tonik Jazz - Melissa Dauphin - Emmanuel Valcin - Follow Jah - Danola - Jenny J - Darlin Johnny Michel - Jean Jethro Mathon                                                                                   | Belgien: Giuseppe Millaci & Vogue Trio Brasilien: Leila Pinheiro & Nelson Faria Chile: Nicolas Vera Trio Deutschland: Marialy Pacheco & Joo Kraus Frankreich: Dominique di Piazza Frankreich: Erik Truffaz Kamerun: Veeby Kanada: Emilie Claire Barlow Kuba: Felipe Lamoglia Mexiko: Ingrid Beaujean Schweiz: Frank Salis H3O Spanien: Javier Colina & Josemi Carmona USA: Norman Brown USA: Kenny Garrett USA: Loide Jorge & jazz quartet |
| 2019 | 13                                                   | 38 | - Phyllisia Ross - Paul Beaubrun - BIC - Konpa Flashback - Claude Carré - Akoustik - SMS Kreyol - Follow Jah - Beatrice Kebreau - Nina - Alexa Cherrélus - Shoomy - Jazz’n Family - Fatima - Robenson Désius - Wiliadel - Vanessa Jeudi - Wisie - Collège Catts Pressoir - Salil - J3 Haiti                                                                                           | Chile: Oscar Pizarro Deutschland: Julian & Roman Wasserfuhr duo Demokratische Republik Kongo / Frankreich: Ray Lema & Laurent de Wilde Frankreich: Emile Parisien Frankreich: DAM’NCO Frankreich (Guadeloupe): Sonny Troupé Quartet “Add 2” Guyana: Denis Lapassion feat. Etienne Mbappé Israel: Yogev Shetrit Trio Kanada: Barbra Lica Mexiko: Alex Mercado Panama: Luz Acosta Schweden: Simbi Schweiz: Frank Salis meets Michael Watson Spanien: Antonio Serrano USA: Cécile McLorin Salvant USA: Terence Blanchard feat. The E-Collective USA: Chelsey Green and the Green Project Vereinigtes Königreich: Joss Stone |
| 2020 | 14                                                   | 32 | - Eddy Francois et Boukan Ginen - BelO - James Germain feat. Malou Beauvoir et Rachel Therrien - Haiti Gospel Jazz - Follow Jah - Slooze - Richecard Ciné - Sarah Jane Rameau - Danola - Hans Berry - Rideka - Plezi Mizik - Titi Congo - Therly Job Pierre - Yogev Shetrit quartet, HAITIZRAEL                                                                                       | Deutschland: Pat Appleton & Matti Klein Soul Trio Dominikanische Republik: Azueï Frankreich (Guadeloupe): Jacques Schwarz-Bart feat. Sarah Elizabeth Charles Frankreich (Martinique): Mario Canonge feat. Annick Tangorra, Ralph Thamar, Michel Alibo & Arnaud Dolmen Kanada: Ranee Lee Kanada: Dawn Tyler Watson Kanada: Rachel Therrien Kuba: Encuentro Niederlande: Mike del Ferro & Mushy Widmaier Niederlande: Mike del Ferro Trio Schweiz: Yilian Canizares feat. Paul Beaubrun Taiwan: Ensemble Yu USA: Dee Dee Bridgewater USA: Take 6 USA: Jazmin Ghent                                                         |
| 2021 | 15                                                   | 32 | - Zèklè - Boukman Eksperyans - Buyu Ambroise - Jazz and Family feat. Denis Belyakov - Pawol Tanbou - Follow Jah - SMS Kreyol - Claude Carré et son Trio Jazzen - Beby Joe - Paul July Joseph - Robenson Desius - Zanmitay feat. Maxime Lafaille - Kakatoes - Auralie Antoine - Therly Job Pierre - Plezi Mizik au féminin - Shelo Pleb Muzik - Giné Cajuste - Duverly Nannley Jacques | Belgien: DERvISH Deutschland: Jakob Manz Duo Frankreich: Jacky Terrasson Trio Frankreich (Guadeloupe): Kreol Jazz Project Frankreich (Guadeloupe): Alex Jacquemin feat. Denis Belyakov and Johnbern Thomas Frankreich (La Réunion): Meddy Gerville Kamerun: Célia Kameni Kamerun: Étienne M’Bappé & NEC+ Kanada: Melissa Dauphin Kuba: Real Project Spanien: Amos Lira y Luis Gera Trinidad und Tobago: Josanne Francis USA: James Martin Band |
| 2022 | Das Festival fiel wegen innerer Unruhen im Land aus. | Das Festival fiel wegen innerer Unruhen im Land aus.                                                                                       | Das Festival fiel wegen innerer Unruhen im Land aus. | Das Festival fiel wegen innerer Unruhen im Land aus. |
| 2023 | 16                                                   | Das Festival wurde wegen Unruhen in der Hauptstadt nach Cap-Haitien verlegt.                                                               | Das Festival wurde wegen Unruhen in der Hauptstadt nach Cap-Haitien verlegt. | Das Festival wurde wegen Unruhen in der Hauptstadt nach Cap-Haitien verlegt. |
| 2024 | 17                                                   | 11 | - Beethova Obas - Erol Josué - Gwolobo - Jazz lakay project - Reggae Mapou - Richard Cavé (KAI) | Frankreich (Martinique): Ludovic Louis Kamerun: Richard Bona Kuba: Felipe Lamoglia Quintet Mexiko: Last Jerónimo Quintet Spanien: Abe Rábade trio |
| 2025 | 18                                                   | Das Festival wurde angesichts der prekären Sicherheitlage in Port-au-Prince vom 20. bis 22. März nur mit einheimischen Bands veranstaltet. | Das Festival wurde angesichts der prekären Sicherheitlage in Port-au-Prince vom 20. bis 22. März nur mit einheimischen Bands veranstaltet. | Das Festival wurde angesichts der prekären Sicherheitlage in Port-au-Prince vom 20. bis 22. März nur mit einheimischen Bands veranstaltet. |